# 西奇夫卡 (馬爾基夫卡區)
49°26′5″N 39°35′24″E / 49.43472°N 39.59000°E
西奇夫卡（烏克蘭語：Сичівка）是位於烏克蘭東部的村莊，由盧甘斯克州舊比利斯克區的馬爾基夫卡市鎮負責管轄。該村始建於1733年，面積3.03平方公里，海拔高度108米，2001年人口321，人口密度每平方公里105.9人。